# Under Feet Like Ours
Albums de Tegan and Sara
Red Demo
(1998) This Business of Art
(2000)
Under Feet Like Ours est un album studio publié indépendamment par les jumelles Canadiennes Tegan and Sara. Il est tout d'abord sorti sous  "Sara and Tegan" en quantités limités en 1999, et fut ensuite ré-édité sous "Tegan and Sara". Il est ensuite re-sorti de nouveau en 2001 avec le bonus track "Frozen" de This Business of Art.
En couverture, Sara est en rouge et Tegan en mauve.

## Liste des chansons
| No  | Titre              | Durée |
| --- | ------------------ | ----- |
| 1.  | Divided            | 3:04  |
| 2.  | Our Trees          | 3:47  |
| 3.  | Come On            | 4:05  |
| 4.  | Freedom            | 2:15  |
| 5.  | Proud              | 2:48  |
| 6.  | More for Me        | 3:44  |
| 7.  | Hype               | 3:05  |
| 8.  | Clever Meals       | 3:18  |
| 9.  | This Is Everything | 3:09  |
| 10. | Heavy              | 4:18  |
| 11. | Welcome Home       | 2:34  |
| 12. | Superstar          | 3:50  |
| 13. | Bye!               | 0:05  |

| 14. | Frozen | 2:44 |